# Fulakora armigera
Fulakora armigera es una especie de hormiga del género Fulakora, familia Formicidae. Fue descrita científicamente por Mayr en 1887.
Se distribuye por Argentina, Brasil y Paraguay. Se ha encontrado a elevaciones de hasta 600 metros. Vive en microhábitats como la hojarasca.